# Капетан Америка
Капетан Америка (енгл. Captain America) је назив више измишљених ликова, супер јунака, који се појављују у стриповима у издању издавачке куће Марвел комикс. Први и најпознатији Капетан Америка, Стивен "Стив" Роџерс (енг. Steven "Steve" Rodgers) креиран је од стране Џоа Сајмона и уметника Џека Кирбија и први пут се појавио у стрипу Captain America #1 (срп. Капетан Америка бр. 1) у марту 1941. године, на почетку Златног доба стрипа.
Капетан Америка креиран је као реакција Сајмона и Кирбија на злочине који су били почињени од стране нацистичког режима којег је предводио Адолф Хитлер и на америчку невољност да се прикључи Другом светском рату на страни Савезника. Насловна страна Captain America #1 приказивала је Капетана Америку како удара Хитлера песницом у лице. Овај потез учинио је Капетана Америку једним од најпопуларнијих супер-хероја Златног доба и најпопуларнијим Марвеловим јунаком (заједно са Подморничаром Намором и Људском Бакљом).
Капетан Америка био је неразвијени момак који је након експерименталног третмана, где је био убризган Супервојничким серумом, добио супер-моћи укључујући надљудску брзину, снагу и издржљивост.
Након што су супер-хероји изгубили популарност после завршетка Другог светског рата, Капетан Америка је постао заборављен. Када је суперхеројски жанр поново доживео бум током шездесетих година прошлог века, писац Стен Ли и уметник Џек Кирби су оживели на страницама стрип-магазина Осветници (енг. Avengers #4) где је утврђено да је Капетан Америка био залеђен од краја рата након неуспеле мисије која је одузела живот његовог малолетног помоћника Бакија.
У Марвеловом филмском универзуму, Капетана Америку тумачио је амерички глумац Крис Еванс. Еванс се први пут појавио као Капетан Америка у филму Капетан Америка: Први осветник (2011).
Од његовог оживљавања у Осветницима, Капетан Америка је постао један од најпопуларнијих Марвелових супер-јунака и један од најпознатијих Осветника. Поред Стива Роџерса, други јунаци који су делали под именом и/или костимом Капетана Америке су Вилијам Насланд (Дух 76-е), Џек Монро (Номад), Џејмс Бјукенан "Баки" Барнс (Зимски Војник), Сем Вилсон (Соко), Исаија Бредли (Борбена звезда), Џон Вокер и Џефри Мејс (Патриота).

## Историја

### Креација карактера
Капетан Америка је први пут осмишљен од стране америчког писца/уметника Џоа Сајмона који је илустровао оригинални дизајн Капетана и назвао га "Супер Американац". После неког премишљања, Сајмон је одлучио да назове карактера Капетан Америка зато што "Било је превише 'Супер' карактера, а нико није био 'Капетан'. Капетан Америка је добро звучало." Слично, Капетанов помоћник, Баки, добио је своје име по Сајмоновом пријатељу из детињства.
Издавач Мартин Гудман, тадашњи власник Тајмли комикса (компаније која ће касније постати Марвел комикс) желео је да креира карактера који би се такмичио са масовним успехом Супермена, издавачке куће Ди-Си комикс, па је унајмио Сајмона и Кирбија да креирају подједнако патриотског хероја који би био водећи супер-херој Тајмлија.
Капетан Америка није био први патриотски супер-херој са тематиком америчке заставе, већ га је претходио Штит, супер-херој креиран годину дана раније у стрип-магазину Pep Comics #1 (срп. Енергични стрипови бр. 1) конкурентске компаније Ем-Ел-Џеј. У свом дебитном стрипу Капетан Америка је као своје оружје користио троугаони штит који је, након побуне Ем-Ел-Џеја, промењен у округли штит. Овај округли штит, дебитован у Captain America #2 (срп. Капетан Америка бр. 2), остао је са карактером до данашњице, и представља његов најпознатији симбол.

## Биографија измишљеног лика
Стивен Стив Роџерс је рођен 1920-их година на Менхетну у Њујорку. Његов отац Јозеф Роџерс је умро док је Стивен био дете, а мајка Сара док је он био у касним тинејџерским годинама. Ужаснут снимцима нациста у Европи, Стив је хтио да постане војник. Међутим, због његове слабости и болести, био је одбијен. Чувши Роџерсову искрену молбу да буде прихваћен у војску, генерал америчке војске Честер Филипс му је понудио да учествује у експерименту званом „Операција: Препород”. Стивен је прихватио и одвден је у тајну лабораторију у Вашингтону, где је упознао др Ејбрахама Ерскина (кодно име: проф. Рајнстајн), творца формуле Супер-војник.
Након неколико седмица тестирања, Роџерсу је најзад даван серум Супер-војник. Стивен је изашао из вита-зрачне коморе са савршеним телом. Нацистички шпијун који је посматрао експеримент је убио др Ерскина само неколико минута након његовог завршетка. Ерскин је умро прије него што је формулу написао на папир, остављајући Стивена Роџерса јединим корисником његовог генија. 
Роџерс је затим прошао кроз интензивне физичке и тренинг програме, учења гимнастике и војне стратегије. Три месеца касније је добио свој први задатак, да заустави нацистичког агента званог Црвена Лобања. Тада је добио црвени, бијели и плави костим дизајниран по узору на заставу САД Капетана Америке.
Током рата, служио је као симбол слободе и амерички најефикаснији специјални оперативац. Током завршних дана рата он је покушао да заустави авион барона Хајнриха Земоа, али када је авион експлодирао, његов партнер Баки је убијен (касније се испоставило да је преживио и да су му нацисти испрали мозак) а он упао у ледене арктичке воде, али је формула Супер-војник спречила залеђивање његове крви. Деценијама касније спасао га је тим суперхероја званих Осветници. Моћ му се није смањила.
Непријатељи су му Црвена Лобања, Барон Зимо, Барон фон Стракер...

## Изглед
Стивен Роџерс има плаве очи и плавокос је. Стив је после експеримента био висок 188 центиметара и тежак 108 килограма.